# Taisir Al-Jassim
Taiseer Jaber Al-Jassam (1984. július 25. –) szaúd-arábiai labdarúgó-középpályás, az Al-Ahli csapatkapitánya. 2006-os debütálása óta alapember klubjaiban és a válogatottban egyaránt. Kulcsjátékos, Szaúd-Arábia elmúlt 10 évének egyik legjobb labdarúgójának tartják. Taiseert intelligens, jó meglátású, technikás és jó munkamorálú játékosnak tartják. Erősségei közé tartoznak a (különösen távoli) lövések, a cselezés és a passzolás. A középpálya szinte minden posztján tud játszani, de főleg támadó, szélső vagy középső poszton szerepel.